# Хасінто Бенавенте
Хасінто Бенавенте-і-Мартінес (ісп. Jacinto Benavente Martínez; 12 серпня 1866 — 14 липня 1954) — іспанський драматург «покоління 98 року», лауреат Нобелівської премії з літератури 1922 року.

## Біографія
Бенавенте-і-Мартінес народився 12 серпня 1866 р. в Мадриді у родині відомого лікаря-педіатра. Його батько любив театр і мав хорошу домашню бібліотеку, лікував багатьох відомих людей того часу. До 16 років Хасінто вже знав кілька мов і брав участь у самодіяльності. Був ліберальним монархістом, критиком соціалізму та прихильником режиму Франциско Франко.
У 1882 р. майбутній письменник вступив на юридичний факультет Мадридського університету, але у 1885 р., недовчившись, залишив його і присвятив себе літературі. На межі століть його ім'я асоціювалося з представниками «покоління 1898 року» — групою патріотично налаштованих інтелектуалів, що виступали за «європеїзацію» Іспанії. З 1899 р. Бенавенте-і-Мартінес, на той час уже відомий драматург, очолив журнал «Літературне життя», де публікувалися в основному представники «покоління 1898 року». З початком 1900-х pp. Бенавенте-і-Мартінес став одним із провідних літературних критиків Іспанії, а в 1920 р. — головним режисером національного театру Іспанії «Еспаньйол». У тому ж році він висунув свою кандидатуру у парламент, але програв вибори.

У 1922 р. Бенавенте-і-Мартінесу присудили Нобелівську премію «за неперевершену майстерність, з якою він продовжив славетні традиції іспанської драми». Одночасно Бенавенте-і-Мартінес був нагороджений престижною іспанською літературною премією — Великим хрестом Альфонсо Мудрого і вдостоєний звання почесного громадянина Мадрида. На початку громадянської війни Бенавенте-і-Мартінес підтримував республіканців, але пізніше прийняв режим Франко. 

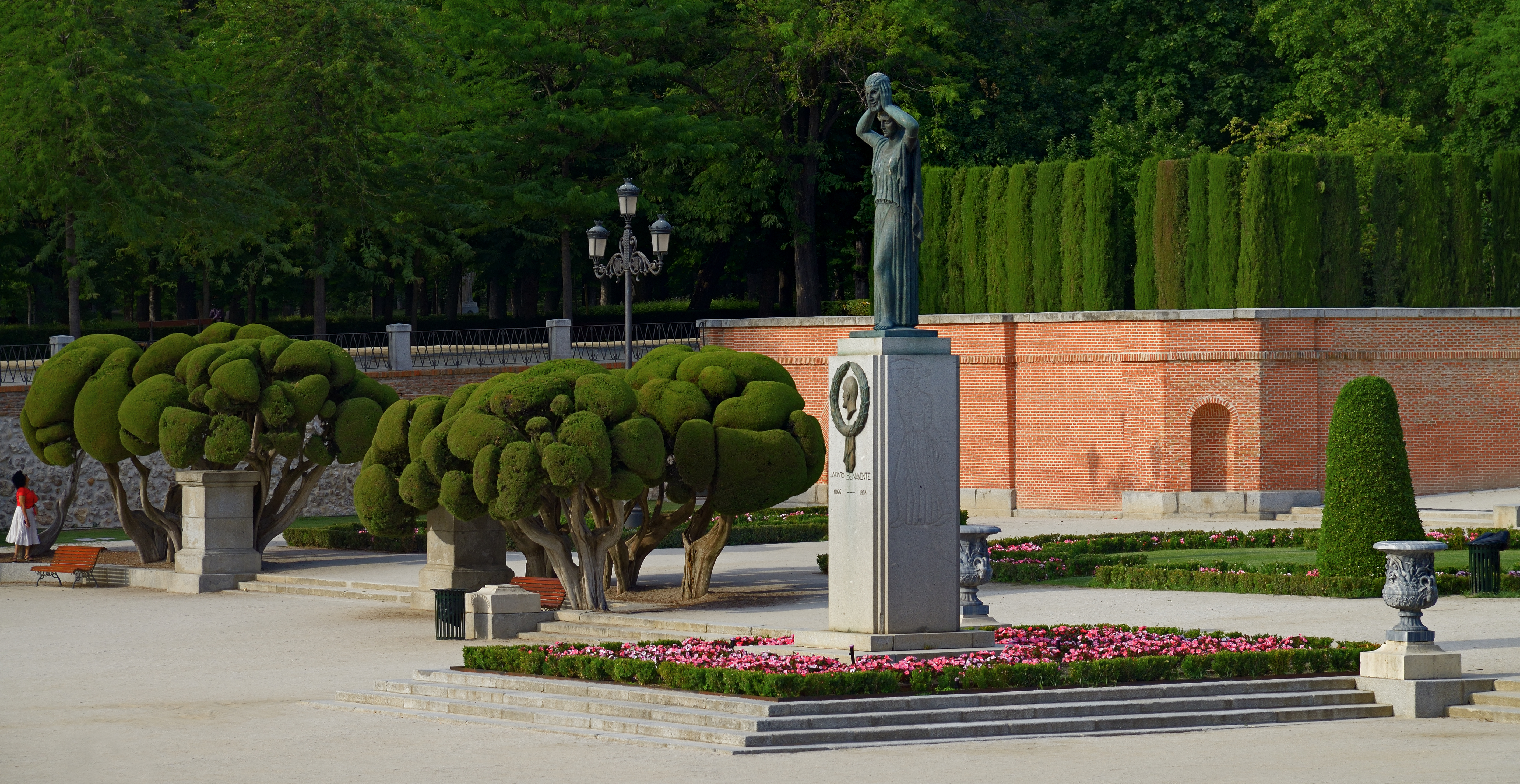
Пам'ятник у парку Буен Ретіро

До кінця життя Бенавенте-і-Мартінес був у пошані як драматург, а його п'єси з успіхом ставились у багатьох театрах країни. Помер Бенавенте-і-Мартінес внаслідок інфаркту 14 липня 1954 р. у Мадриді. У мадридському парку Буен Ретіро йому встановлено пам'ятник.
Літературний дебют Бенавенте-і-Мартінеса припав на 1892 p., коли вийшла друком книжка «Фантастичний театр» («Teatro Fantastico»), у якій розроблявся жанр драматичного діалогу. У 1893 р. побачили світ поетична збірка «Вірші»(«Versos») і книжка прози «Листи від жінок» («Cartas de mujeres»). Перша п'єса Бенавенте-і-Мартінеса «Чуже гніздо» («El nido ajeno», 1894) була невдалою, але вже друга п'єса «Відомі люди» («Gente conocida», 1896), що містила у собі критику аристократичних кіл, зробила його ім'я відомим.
Основу драматургії Бенавенте-і-Мартінеса складають сатиричні замальовки моралі та звичаїв різних соціальних прошарків сучасного іспанського суспільства. Авторська позиція, судячи із його п'єс, — це позиція тонкого, іронічного і почасти цинічного скептика, збагаченого великим життєвим досвідом. Дуже різноманітна жанрова палітра драматургії Бенавенте-і-Мартінеса: комедії, сільські драми, трагедії, водевілі, лібрето для оперет, п'єси для дітей, казки і драматичні сценки в стилі східного театру. Значна частина його ранніх п'єс присвячена критиці різноманітних моральних вад та посадових зловживань аристократичних кіл та владної верхівки Іспанії: «Чуже гніздо», «Відомі люди», «Пожива диких звірів» («La comida de las fieras», 1898), «Губернаторка»(«La gobernadora», 1901), «Осінні троянди» («Rosas deotono», 1905), «Принцеса Бебе» («La princesa Bebe», 1906) та ін. Частина п'єс іронічно коментує декадентські крайнощі іспанських модерністів («Суботня ніч» — «La noche del Sabado», 1903), проблеми життя іспанського села («Пані хазяйка» — «Senoraama», 1908; «Нещасна» — «Lamalquerida», 1913), морально-етичні конфлікти («Зловмисники добра» — «Cuento inmoral». 1905; «Зло, яке нам роблять» — «EI mal que nos hacen», 1917).
Однією з найкращих п'єс ранньої драматургії Бенавенте-і-Мартінеса є комедія «Гра інтересів» («Los intereses creados», 1907), в якій у дусі італійської комедії дель арте драматург змалював інтриги кмітливого пройдисвіта-слуги Кріспіна, котрий допомагає своєму господареві Леандро домогтися прихильності багатої жінки.
У своїх п'єсах Бенавенте відкинув романтичну спадщину Ечегерая і, подібно до А. П. Чехова, описував непримітне життя звичайних людей. Найбільш відомий твір — «Гра інтересів» — створений під впливом комедії дель арте ((італ. commedia dell'arte — артистична комедія) — різновид італійського імпровізованого народного театру доби Відродження, що успадкував традиції римської доби).
Усього Бенавенте-і-Мартінес написав бл. 170 п'єс, але його пізня драматургія вже не була настільки популярною. У період правління режиму Франко Бенавенте-і-Мартінес писав переважно розважальні комедії: «Провина покладена на тебе» («La culpa estuya», 1942), «Дон Хуан з'явився» («На llegado don Juan», 1952), «Шпилька в роті»(«El alfileren laboca», 1953). Одна з найкращих повоєнних п'єс Бенавенте-і-Мартінеса — морально-філософська драма «Панянка» («La infanzoria», 1945); остання з поставлених в театрі п'єс драматурга — «Червоний Капелюшок лякає вовка» («Caperucita asusta al lobo», 1953). У повоєнній критиці драматургію Бенавенте-і-Мартінеса порівнювали з театром О.Вайльда та Б.Шоу.
|                  | Його комедіям властиві виняткова фантазія, поетична грація, технічна досконалість та інтелектуальна винятковість. |
| — Сторм Джеймсон | |

За блискучу майстерність, з якою він продовжив славні традиції іспанської драми його нагороджено Нобелівською премією.
Також Хасінто Бенавенте був режисером («Гра інтересів»(1919), «Мадонна з трояндами»(1919)) та сценаристом, за сюжетом його творів знято багато фільмів.
На початку творчого шляху схильність Бенавенте до компромісів була лише естетичною властивістю: драматург бачив своїм головним завданням приносити задоволення глядачів, що спонукало його з'єднувати у своїй драматургії новаторські тенденції зі смаками публіки. Поступово прагнення до компромісів в театрі переросло в згідницьке ставлення до всього, що відбувалося в політичному житті Іспанії і за її межами. Так, в 1916 році в п'єсі «Місто веселий і самовпевнений» («La ciudad alegre у confiada», 1916), в якій Бенавенте висловив своє ставлення до Першої світової війни, він захищає позицію Німеччини, при цьому не виступаючи проти Франції, вважаючи несправедливим той факт, що іспанські інтелектуали намагаються створити з війни магічну казку, в якій Добро зосереджено в Парижі, а Зло — в Берліні (Manzano R. Los premios Nobeles españoles. Barcelona, 1967. P.95). З цієї комедії починається період надзвичайної залученості драматургії Бенавенте в політичну ситуацію в Іспанії та за її межами, що продовжувався аж до 1940 року (тобто в період Першої та Другої Республік, диктатури Прімо де Рівери і Громадянської війни в Іспанії). Згідно з віяннями часу, в п'єсах Бенавенте відгукується на злободенні проблеми країни і суспільства. Консерватор і монархіст, навіть при Першій та Другій Республіках, він продовжує залишатися популярним і затребуваним драматургом. Схоплений республіканцями в перші дні Громадянської війни (18 липня 1936 роки) і постав перед революційним трибуналом за звинуваченням в опозиції до Республіки, через тиждень драматург був «відпущений з поваги до його віку» з умовою вести про-республіканську пропаганду "{Shcehan R. L. Benavente and The Spanish Panorama 1894—1954. Valencia: Artes Gráficos Soler, SA, 1976. P. 142.). Зі встановленням диктатури Бенавенте створює останню політизовану п'єсу — комедію «Птахи і птахи» («Aves у pájaros», 1940), де, в алегоричній формі демонструючи події Громадянської війни, виступає в підтримку франкізму. З початком ери Франко, також в дусі часу, відображенню подій, що відбуваються в країні, він надає перевагу навмисній аполітичності, розважаючи публіку, допомагаючи їй відволіктися від повсякденності.

## Особисте життя
Хасінто Бенавенте ніколи не був одружений. За багатьма джерелами, він був геєм.

## Вибрані твори
Всього Хасінто Бенавенте написав 172 твори. Серед них найвизначнішими є:
- Rosas de otoño (1905).
- Los Intereses creados (1907).
- Señora ama (1908).
- El Nietecito (1910).
- La malquerida (1913).
- La ciudad alegre y confiada (1916).
- Campo de armiño (1916).
- Lecciones de buen amor (1924).
- La mariposa que voló sobre el mar (1926).
- Pepa Doncel (1928).
- Vidas cruzadas (1929).
- Aves y pájaros (1940).
- La honradez de la cerradura (1942).
- La infanzona (1945).
- Titania (1946).
- La infanzona (1947).
- Abdicación (1948).
- Ha llegado Don Juan (1952).
- El alfiler en la boca (1954).